# استانیسلاو آنتونوف
استانیسلاو آنتونوف (بلغاری: Станислав Антонов؛ زادهٔ ۲۱ مارس ۱۹۸۶) بازیکن فوتبال است.